# Gangele (serial)
Gangele (Fluviul Gange) este un serial documentar despre natură pentru televiziune prezentând istoria naturală a fluviului Gange în India și Bangladesh. Pe lângă diversitatea de animale și habitate naturale care pot fi găsite de-a lungul celor 2.510 km (1.557 mile) ale fluviului, filmul prezintă de asemenea culturile, tradițiile și religiile unei mare număr de oameni care trăiesc pe malurile fluviului. Pentru hinduși, Gangele este un fluviu sacru și un loc de pelerinaj, având o influență adâncă asupra religiei și culturii lor, precum și a sufletului lor. În cursul celor trei episoade, este prezentată călătoria de la izvorul fluviului din piscurile înalte ale Munților Himalaya până în delta din Golful Bengal.
Gangele este prezentat de către actorul Sudha Bhuchar și realizat de BBC Natural History Unit, în colaborare cu Travel Channel și France 3. Producătorul seriei este Ian Gray. El a fost prezentat pentru prima dată pe canalul de televiziune BBC Two în august 2007 și a făcut parte din emisiunile BBC intitulate “India and Pakistan ‘07”, marcând aniversarea a 60 de ani de la obținerea independenței celor două state de sub stăpânirea britanică și de la separarea Indiei și Pakistanului.
Acest format a fost utilizat anterior de către BBC la precedentele seriale documentare despre marile sisteme fluviale ale lumii, inclusiv la Congo (2001) și Nilul (2004).

## Episoade

### 1. Fiica Munților
Primul episod începe din piscul rece al Ghețarului Gangotri din ramura indiană a Munților Himalaya, privit ca adevăratul izvor al Gangelui și urmărește cursul fluviului sacru pe primele 150 mile prin defileele montane către platourile înalte din nordul Indiei și orașul sfânt Haridwar.

### 2. Fluviul Dătător de Viață
Călătoria continuă în aval spre câmpiile fertile ale Gangelui și afluenților lui. Odată cu părăsirea peisajului montan, cursul fluviului se domolește și se răspândește prin câmpii, formând pășunile cunoscute sub denumirea de Terai. Fauna de pe această porțiune a fluviului include animale rare ca rinocerul indian și delfinul de Gange, dar în aceste ape poluate și cu malurile aglomerate de așezări umane aglomerate viitorul lor rămâne nesigur.

### 3. Tărâmul Apelor
În acest ultim episod Gangele se unește cu fluviul Brahmaputra și se varsă în Golful Bengal printr-o deltă imensă și bogată în vegetație și faună. În pădurile costale de mangrove din Sundarbans localnicii duc un trai destul de greu cu tigrii bengalezi.